# Horst Buhtz
Horst Buhtz (Magdeburgo, 21 settembre 1923 – Langenfeld, 22 marzo 2015) è stato un allenatore di calcio e calciatore tedesco, di ruolo centrocampista.

## Carriera

### Calciatore
Buhtz inizia la sua carriera di calciatore al Fortuna Magdeburgo, dove esordisce in prima squadra alla giovane età di 16 anni, dopo aver ottenuto uno speciale permesso. Dopo la guerra, nel 1947, Buhtz lascia la zona di occupazione sovietica e va a giocare per i Kickers Offenbach, vincendo il campionato Oberliga Süd 1948/49. Nel 1949/50, con i Kickers, dopo un terzo posto in campionato che vale l'accesso alle fasi nazionali di campionato, raggiunge la finale, dove tuttavia il suo club esce sconfitto per 2-1 dallo Stoccarda. Tra il 1950 ed il 1952 ha giocato per il VfB Mühlburg (antenato dell'attuale Karlsruher SC), sempre nel torneo di Oberliga Süd. Nei suoi cinque anni di militanza in questo campionato, Buhtz segna 69 gol in 143 partite.
Nel 1952 si trasferisce in Italia, ingaggiato dal Torino, diventando il secondo tedesco nel secondo dopoguerra, dopo Ludwig Janda a militare nello Stivale. Il Tedesco, come lo chiamavano i tifosi, rimane in granata per cinque anni, guadagnando 150.000 marchi tedeschi a stagione, una somma di denaro che un giocatore in Germania avrebbe potuto guadagnare in dieci anni.
Nel 1957 lascia Torino per la Svizzera, dove diventa allenatore-giocatore del FC Young Fellows (club di Zurigo) prima e del Bellinzona poi.
Dal momento che il suo stile di gioco assomigliava a quello di Fritz Walter e la federcalcio tedesca teneva in poca considerazione i calciatori professionisti, specialmente se giocavano all'estero, Buhtz, suo malgrado, non ha mai vestito la maglia della nazionale. Lo stesso Buhtz affermò in un'intervista, di aver rifiutato un'offerta del Barcellona, pur di non perdere la possibilità di essere convocato dal CT Sepp Herberger che, tuttavia, non lo chiamò mai.

### Allenatore
Dopo aver rivestito la doppia carica di allenatore-giocatore in Svizzera per 5 anni, Buhtz intraprende la carriera di allenatore a tempo pieno.

#### Saarbrücken e Neunkirchen
Nel 1962-1963 viene ingaggiato dallo Sportfreunde Saarbrücken, squadra di Oberliga Südwest, che conduce al sesto posto. L'anno seguente, firma un contratto con Borussia Neunkirchen che, pur avendo centrato il secondo posto nella stagione precedente, non fu ammessa alla nuova Fußball-Bundesliga. Buhtz riesce subito a portare la squadra alla vittoria del campionato di Regionalliga Südwest, salendo in Bundesliga con un anno di ritardo. Dopo aver terminato a metà classifica nella prima stagione in massima serie, nel 1965-1966 la squadra si piazza al diciassettesimo posto, retrocedendo.

#### Hannover 96
Dopo la retrocessione del Borussia, Buhtz lascia il club accasandosi all'Hannover 96, altro club di Bundesliga. Con l'Hannover, Buhtz raggiunge il 9º posto nel 1967. Viene sollevato dall'incarico a metà della stagione successiva, il 12 febbraio 1968. Il lavoro di Buhtz ad Hannover fu in parte compromesso dal fatto che già dal mese di ottobre 1967, la società aveva scelto un nuovo manager per la stagione 1968-1969.

#### Wuppertal
Nel mese di luglio 1968, Buhtz passa al Wuppertaler SV, club di Regionalliga West. L'avventura inizia in maniera curiosa: Buhtz infatti non è presente all'inizio della preparazione il 9 luglio 1968, pur avendo fissato la data egli stesso.
Sotto la sua guida, il club migliora costantemente i piazzamenti in campionato, arrivando infine a vincere il torneo nella stagione 1971-72. Nei playoff promozione di quell'anno il Wuppertal vince tutte le otto gare (impresa ineguagliata negli 11 anni in cui si è adottata questa formula), guadagnando l'accesso alla Bundesliga. Dopo la promozione, Buhtz prolunga il suo contratto fino al 1º luglio 1975. Nel primo anno in massima serie, il Wuppertal raggiunge il 4º posto, e si qualifica alla Coppa UEFA. Nel secondo anno la squadra non conferma il rendimento precedente, chiudendo al 16º posto e salvandosi in extremis. Il 20 ottobre 1974, dopo un pareggio contro l'Hannover 96, Buhtz viene esonerato. Il Wuppertal finirà poi il campionato all'ultimo posto, retrocedendo.

#### Beşiktaş e Dortmund
Alla fine dell'anno Buhtz si trasferisce in Turchia, accettando l'offerta del Beşiktaş JK, con i quali firma un contratto fino al giugno 1975. Con il club turco finisce quinto in campionato, ma vince la Coppa di Turchia per la prima volta. Seppur inizialmente avesse intenzione di far ritorno in patria, successivamente decide di rimanere al Beşiktaş. Tuttavia, nel gennaio 1976, viene esonerato ed a febbraio viene ingaggiato dal Borussia Dortmund allora club di 2. Bundesliga Nord, seconda divisione. Qui rimane per brevissimo tempo, solo fino alla fine della stagione, portando il club al secondo posto, piazzamento valido per la disputa dei playoff promozione contro la seconda del girone sud, il Norimberga. Poiché Buhtz aveva già firmato un contratto biennale a partire dalla stagione successiva proprio con i bavaresi, avversari del Borussia, è stato allontanato dalla panchina prima del play-off.

#### Norimberga e Bayer Uerdingen
A Norimberga, nella sua prima stagione, raggiunge il 5º posto in 2. Bundesliga Süd 1976-77. Nella stagione successiva il club migliora il proprio piazzamento giungendo secondo e qualificandosi per i play-off. Tuttavia, come a Dortmund, Buhtz viene allontanato prima i play-off. Si trasferisce quindi ad un altro club di seconda divisione sud, il Bayer 05 Uerdingen dove entra in carica nel mese di ottobre 1978. Ancora una volta raggiunge la seconda posizione in campionato: non viene allontanato prima dei playoff e riesce a conquistare la promozione in Bundesliga nel 1979. Seguono due stagioni poco felici in massima serie, nelle quali il Bayer si piazza al 15º posto il primo anno ed al 18º, con conseguente retrocessione, al secondo. Due giornate prima della fine della seconda stagione, Buhtz è stato esonerato.

#### Alemannia Aachen, Stuttgarter Kickers e Fortuna Köln
Nel dicembre del 1981, viene assunto dall'Alemannia Aachen, Zweite Liga. Ad Aquisgrana raccoglie la squadra mentre è piazzata all'ottavo posto ma non riesce a farle fare il salto di qualità ed a fine stagione l'Alemannia chiude nono. Nella stagione successiva, il club inizia bene, ma dopo un calo nei risultati, perde contatto dalla zona promozione e Buhtz viene esonerato. Nel gennaio del 1983 passa agli Stuttgarter Kickers, altro club di seconda divisione, firmando un contratto fino a giugno. Vince la prima gara, poi conduce il club ad un piazzamento di metà classifica. Dopo un inizio negativo della stagione successiva, dove raccoglie una sola vittoria in tredici partite, Buhtz viene sollevato dall'incarico il 22 ottobre 1984. Dopo la parentesi di Stoccarda, dove allena future stelle del calcio tedesco come Jürgen Klinsmann e Guido Buchwald, abbandona la carriera di allenatore, ripensandoci temporaneamente nella stagione 1986-1987, quando guida per pochi mesi il Fortuna Köln.

#### Dopo il ritiro
Buhtz ha vissuto nella cittadina di Langenfeld, Renania, tra Colonia e Düsseldorf, fino alla morte, avvenuta nel 2015 all'età di 91 anni. Il suo club originario, il Fortuna Magdeburgo, lo ha insignito della carica di presidente onorario nel 1992.

## Palmarès

### Allenatore

#### Competizioni nazionali
- Coppa di Turchia: 1

Besiktas: 1974-1975
- Supercoppa di Turchia: 1

Besiktas: 1975

#### Competizioni internazionali
- Coppa Piano Karl Rappan: 1

Hannover 96: 1967